# Udomla
Udomla (ros. Удомля), to miasto położone w zachodniej Rosji na terenie obwodu twerskiego, centrum administracyjne Rejonu udomielskiego, 225 km od Tweru.

## Historia
Miasto założone jako osada w 1869 przy stacji kolejowej na linii Rybińsk-Bołogoje. Status osiedla miejskiego uzyskuje w 1961. W 1974 zaczyna się budowa Elektrowni Jądrowej Kalinin w Udomli. Prawa miejskie od 1981.

## Przemysł
W mieście funkcjonują obecnie: Elektrownia Jądrowa Kalinin, zakład przetwórstwa drewna i młyn.